# Pièces de monnaie en tolar slovène
Les pièces de monnaie slovènes sont une des représentations physiques, avec les billets de banque, de la monnaie de la Slovénie.

## L'unité monétaire slovène
Le tolar (SIT) est l'ancienne devise   de la Slovénie, du 8 octobre 1991 au 31 décembre 2006, date à laquelle elle fut remplacée par l'euro.
Le tolar était divisé en 100 stotins.

## Les pièces de monnaie slovènes

### La série de pièces de la république de Slovénie (1991- )
Lors de la mise en place de l'État slovène, la Banque de Slovénie a frappé une série de pièces avec pour motif des animaux
- Une première partie (de 10 stotins à 5 tolars) sera émise dès 1993 .
- La série sera complétée en 2000 par une pièce de 10 tolars et en 2003 par des pièces de 20 et 50 tolars.

Ces pièces en tolar slovène ont été retirées de circulation le 15 janvier 2007 au profit de l'euro et n'auront plus de valeur à partir du 1er janvier 2017.
| Image | Valeur     | Paramètres techniques | Paramètres techniques | Paramètres techniques  | Description                                                           | Description | Description                                              | Millésimes |
| Image | Valeur     | Diamètre              | Poids                 | Composition            | Avers                                                                 | Revers | Artiste                                                  | Millésimes |
| ----- | ---------- | --------------------- | --------------------- | ---------------------- | --------------------------------------------------------------------- | --- | -------------------------------------------------------- | ---------- |
|       | 10 stotins | 16,0 mm               | 0,655 g               | 98 % Al 2 % Mg         | un proteus avec la mention PROTEUS ANGUINUS et la valeur faciale 10   | La valeur faciale 10 dans un carré avec les mentions REPUBLIKA SLOVENIJA et DESET DESET STOTINOV               | Miljenko Licul (sl), Zvone Kosovelj et Janez Boljka (sl) | 1993-2006  |
|       | 20 stotins | 18,0 mm               | 0,70 g                | 98 % Al 2 % Mg         | un Hibou moyen-duc avec la mention ASIO OTUS et la valeur faciale 20  | La valeur faciale 20 dans un carré avec les mentions REPUBLIKA SLOVENIJA et DVAJSET STOTINOV                   | Miljenko Licul (sl), Zvone Kosovelj et Janez Boljka (sl) | 1993-2006  |
|       | 50 stotins | 20,0 mm               | 0,85 g                | 98 % Al 2 % Mg         | une abeille avec la mention APIS MELLIFERA et la valeur faciale 50    | La valeur faciale 50 dans un carré avec les mentions REPUBLIKA SLOVENIJA et PETDESET STOTINOV                  | Miljenko Licul (sl), Zvone Kosovelj et Janez Boljka (sl) | 1993-2006  |
|       | 1 tolar    | 22,0 mm               | 4,50 g                | 78 % Cu 20 % Zn 2 % Ni | une truite avec la mention SALMO TRUTTA FARIO et la valeur faciale 1  | La valeur faciale 1 dans un cercle avec les mentions REPUBLIKA SLOVENIJA et EN TOLAR                           | Miljenko Licul (sl), Zvone Kosovelj et Janez Boljka (sl) | 1993-2006  |
|       | 2 tolars   | 24,0 mm               | 5,40 g                | 78 % Cu 20 % Zn 2 % Ni | une hirondelle avec la mention HIRUNDO RUSTICA et la valeur faciale 2 | La valeur faciale 2 dans un cercle avec les mentions REPUBLIKA SLOVENIJA et DVA TOLARJA                        | Miljenko Licul (sl), Zvone Kosovelj et Janez Boljka (sl) | 1993-2006  |
|       | 5 tolars   | 26,0 mm               | 6,40 g                | 78 % Cu 20 % Zn 2 % Ni | une bouquetin avec la mention CAPRA IBEX et la valeur faciale 5       | La valeur faciale 5 dans un cercle avec les mentions REPUBLIKA SLOVENIJA et PET TOLARJEV                       | Miljenko Licul (sl), Zvone Kosovelj et Janez Boljka (sl) | 1993-2006  |
|       | 10 tolars  | 24,0 mm               | 5,75 g                | 75 % Cu 25 % Ni        | un cheval avec la mention EQUUS et la valeur faciale 10               | La valeur faciale 10 dans un cercle avec les mentions REPUBLIKA SLOVENIJA et DESET TOLARJEV et le millésime    | Miljenko Licul (sl), Zvone Kosovelj et Janez Boljka (sl) | 2000-2006  |
|       | 20 tolars  | 24,0 mm               | 6,85 g                | 75 % Cu 25 % Ni        | une cigogne avec la mention CICONIA CICONIA et la valeur faciale 20   | La valeur faciale 20 dans un cercle avec les mentions REPUBLIKA SLOVENIJA et DVAJSET TOLARJEV et le millésime  | Miljenko Licul (sl), Zvone Kosovelj et Janez Boljka (sl) | 2003-2006  |
|       | 50 tolars  | 26,0 mm               | 8,00 g                | 75 % Cu 25 % Ni        | un taureau avec la mention TAURUS TAURUS et la valeur faciale 50      | La valeur faciale 50 dans un cercle avec les mentions REPUBLIKA SLOVENIJA et PETDESET TOLARJEV et le millésime | Miljenko Licul (sl), Zvone Kosovelj et Janez Boljka (sl) | 2003-2006  |

### Pièces de collection
La République de Slovénie frappe de nombreuses pièces de collection sur des thèmes politiques, historiques, scientifiques, culturels, humanitaires et autres thèmes dont le sujet est important, soit au niveau de la république, soit au niveau de la communauté internationale. La loi sur les pièces de collection est décrite dans le journal officiel (JO de la RS No. 7/93)